# Grupp E vid damernas turnering i fotboll vid olympiska sommarspelen 2016
Grupp E i damernas turnering i fotboll vid olympiska sommarspelen 2016 spelades mellan den 3 och 9 augusti 2016 i sex matcher där alla mötte varandra en gång. De två främsta i gruppen avancerade till utslagsspelet, medan trean hade möjlighet att avancera som en av de två bästa treorna. 

## Tabell
| Nr | Lag       | S | V | O | F | GM | IM | MS | P |
| -- | --------- | - | - | - | - | -- | -- | -- | - |
| 1  | Brasilien | 3 | 2 | 1 | 0 | 8  | 1  | +7 | 7 |
| 2  | Kina      | 3 | 1 | 1 | 1 | 2  | 3  | −1 | 4 |
| 3  | Sverige   | 3 | 1 | 1 | 1 | 2  | 5  | −3 | 4 |
| 4  | Sydafrika | 3 | 0 | 1 | 2 | 0  | 3  | −3 | 1 |

## Matcher

### Sverige mot Sydafrika
| 1 | 3 augusti 2016 13:00 UTC−3 | Estádio Olímpico João Havelange000 Rio de Janeiro000 |

| Sverige | Sverige           | 1 – 0           | Sydafrika | Sydafrika |
| Sverige | Nilla Fischer 76′ | (0 – 0) Rapport |           | Sydafrika |
|         |                   |                 |           |           |

|  |  |  |

| Domare: Teodora Albon (Rumänien) | Publik: 13 439 |  |

### Brasilien mot Kina
| 3 | 3 augusti 2016 16:00 UTC−3 | Estádio Olímpico João Havelange000 Rio de Janeiro000 |

| Brasilien | Brasilien                                                  | 3 – 0           | Kina | Kina |
| Brasilien | Mônica Alves 36′ Andressa Alves da Silva 59′ Cristiane 90′ | (1 – 0) Rapport |      | Kina |
|           |                                                            |                 |      |      |

|  |  |  |

| Domare: Carol Chenard (Kanada) | Publik: 27 618 |  |

### Sydafrika mot Kina
| 10 | 6 augusti 2016 19:00 UTC−3 | Estádio Olímpico João Havelange000 Rio de Janeiro000 |

| Sydafrika | Sydafrika | 0 – 2           | Kina                         | Kina |
| Sydafrika |           | (0 – 1) Rapport | 45+1′ Gu Yasha 87′ Tan Ruyin | Kina |
|           |           |                 |                              |      |

|  |  |  |

| Domare: Esther Staubli (Schweiz) | Publik: 25 000 |  |

### Brasilien mot Sverige
| 12 | 6 augusti 2016 22:00 UTC−3 | Estádio Olímpico João Havelange000 Rio de Janeiro000 |

| Brasilien | Brasilien                                                           | 5 – 1           | Sverige           | Sverige |
| Brasilien | Beatriz Zaneratto João 21′, 86′ Cristiane 24′ Marta 44′ (str.), 80′ | (3 – 0) Rapport | 89′ Lotta Schelin | Sverige |
|           |                                                                     |                 |                   |         |

|  |  |  |

| Domare: Lucila Venegas (Mexiko) | Publik: 43 384 |  |

### Sydafrika mot Brasilien
| 15 | 9 augusti 2016 21:00 UTC−4 | Arena da Amazônia000 Manaus000 |

| Sydafrika | Sydafrika | 0 – 0 | Brasilien | Brasilien |
| Sydafrika | Rapport   |       |           | Brasilien |
|           |           |       |           |           |

|  |  |  |

| Domare: Stéphanie Frappart (Frankrike) | Publik: 38 415 |  |

### Kina mot Sverige
| 16 | 9 augusti 2016 22:00 UTC−3 | Estádio Nacional Mané Garrincha000 Brasília000 |

| Kina | Kina    | 0 – 0 | Sverige | Sverige |
| Kina | Rapport |       |         | Sverige |
|      |         |       |         |         |

|  |  |  |

| Domare: Olga Miranda (Paraguay) | Publik: 7 648 |  |